# Dime con quién andas
Dime con quién andas es una telenovela chilena de comedia dramática creada por Josefina Fernández, con Javier Goldschmied y Pablo Díaz como productores ejecutivos. Se estrenó por Paramount+ y Chilevisión el 22 de junio de 2023, y concluyó el 8 de febrero de 2024. La historia narra sobre una exitosa diseñadora que lo pierde todo por culpa de su marido, quien la involucra en una estafa inmobiliaria tan grave que arruina de golpe su carrera y su vida.  
Está inspirado en el escandaloso Caso Relojes, sobre la vida de Tonka Tomicic y su esposo Marco Lopez, más conocido como “Parived”
Protagonizada por María Elena Swett en el personaje titular, junto a Cristián Riquelme y Cristián Arriagada en roles masculinos centrales, y con Claudia Di Girolamo en el rol antagónico principal.

## Sinopsis
Kari, una exitosa diseñadora y dueña de la boutique Casa Kari, ve su vida desmoronarse debido a una estafa de su marido, Paulo. Desplazada y sin recursos, regresa a su hogar materno en el Barrio Matta Sur para reiniciar su vida. Con el apoyo de sus amigas y socias, Kari decide abrir una tienda de ropa reciclada, luchando por recuperar todo lo que ha perdido y enfrentar los retos de su nuevo comienzo. En este incidente conoce al encantador Ramón, quien es el jefe de su hermana y dueño de una sandwichería popular del barrio.
Por un lado, Paulo está decidido a intentar arreglar el terrible desastre que provocó, para demostrar que él realmente ama a su esposa, quién empieza a odiarlo por arruinarle su vida; mientras que Ramón se siente completamente atraído hacia el encanto único de Kari, aún cuando él, luego de enviudar años atrás, por lealtad a la memoria de su esposa fallecida y respeto a su hija, había prometido nunca más volver a enamorarse.

## Reparto
Una lista completa del reparto confirmado se publicó a través de Chilevisión el 8 de mayo de 2023.

### Principales
- María Elena Swett como Karina Ayala
- Cristián Riquelme como Paulo Simone[8]
- Cristián Arriagada como Ramón Mateluna
- Claudia Di Girolamo como Mireya Soto[9]
- María José Bello como María Jesús Castro[10]
- Lorena Bosch como Aurora Marambio[11]
- Catalina González como Dolores Acuña
- Cristián Carvajal como Francisco Costa
- Ximena Rivas como Norma Zepeda[12]
- Willy Semler como Rodolfo Ayala
- Paula Luchsinger como Bruna Ayala[13]
- Francisca Walker como Florencia Reyes[14]
- Eyal Meyer como Räbi González
- Diego Boggioni como Gerardo Ortiz
- Ignacia Sepúlveda como Celeste Mateluna
- Clemente Rodríguez como Facundo Costa
- Florencia Berner como Cassandra Sánchez
- Bastián Faúndez como Gaspar Costa

### Recurrentes e invitados especiales
- Jean Pierre Noher como Alberto Pereira/João Fonseca[15]

- Julio Jung Duvauchelle como Alberto Pereira (joven)

- Claudia Navarrete como Deborah Contreras
- Alessandra Guerzoni como Mirta Fontaine
- Gregory Cohen como Raimundo Castro
- Shlomit Baytelman como Luisa Infante
- Patricio Strahovsky como Julio Fresani
- Elvira Cristi como Mónica Thompson
- Francisco Gormaz como Santiago Acuña
- Alonso Quintero como Juan
- Karla Melo como Jennifer Pacheco
- Daniela Nicolás como Katy
- Elvis Fuentes como Alamiro Jofré
- Jaime McManus como Ladislao Ruiz de Gamboa
- Naldy Hernández como Doralisa «Doris» Meza
- Sebastián Dahm como Productor musical.
- Pedro Vicuña como Ismael
- Elizabeth Torres como Laura Santoro
- Andrés Pozo como Walter
- Felipe Gattas como Vladimir
- Yunet Guerra como Xiomara

## Desarrollo

### Producción
El 20 de abril de 2022, el CEO y director ejecutivo de Chilevisión –propiedad de Paramount–, Juan Ignacio Vicente Marco, confirmó el desarrollo de un nuevo proyecto de ficción en conjunto con Viacom International Studios para la programación de contenidos la cadena y el catálogo de ficción original de la plataforma Paramount+. El 11 de julio de 2022, Chilevisión confirmó a través de El Mercurio la realización de un proyecto de ficción a cargo Javier Goldschmeid (productor ejecutivo) y Josefina Fernández (autora y guionista). Posteriormente, se unió Bernardita Mosso (productora) y Mauro Scandolari (director) para la realización de la producción.
Se confirmó a la empresa de producción Rio Estudios, propiedad de Pablo Díaz Del Río, como coproductor y encargado de la producción externa. En un principio el equipo de producción trabajó con el título ¡Amiga, date cuenta!, cuyo nombre no se logró adquirir debido a que se encontraba registrado en el Instituto Nacional de Propiedad Industrial de Chile (INAPI). El equipo de producción comenzó el plan de rodaje de manera silenciosa y sin promoción por parte de Chilevisión, debido a la exclusividad de Paramount.
El rodaje en Santiago comenzó en octubre de 2022 y finalizó el 20 de junio de 2023, dos días después de su estreno.

### Casting
El 20 de abril de 2022, el actor Cristián Riquelme fue el primer confirmado por Chilevisión. El 11 de julio, Cristián Riquelme y María Elena Swett fueron confirmados en los roles principales. También se confirmó casting y negociación con Cristián Arriagada, Begoña Basauri y Coca Guazzini. El 25 de agosto, se confirmó a Claudia Di Girolamo en uno de los roles centrales. También se confirmó la incorporación de Cristián Arriagada, Lorena Bosch y María José Bello. Paula Luchsinger, Francisca Walker y Clemente Rodríguez lograron sus roles a través de un casting realizado por Rio Estudios. Willy Semler y Ximena Rivas se unieron al reparto como padres de la protagonista. En mayo de 2023, Juan Ignacio Vicente anunció en El Mercurio, que Semler había sido desvinculado de la producción por acusaciones de violencia y abuso sexual en contra. El 18 de mayo, Chilevisión reveló que el actor franco-argentino Jean Pierre Noher se unió al reparto como actor invitado. La prensa oficializó las incorporaciones de Eyal Meyer, Elvira Cristi y Francisco Gormaz.

## Recepción

### Streaming
Dime con quién andas es la primera telenovela chilena original de Paramount Global. El 25 de junio de 2023, la serie logró posicionarse en el puesto 6 del Top 10 de las producciones más vistas en Latinoamérica por el servicio de streaming Paramount+. El 30 de junio escaló el puesto 5 de lo más visto en la plataforma.

### Televisión abierta
Su debut en televisión abierta alcanzó 16,3 puntos de rating –según datos oficiales de Kantar Ibope–, ocupando el segundo lugar de la programación más vista del día en la televisión chilena. Sin embargo, al pasar los días la audiencia decayó, obligando al canal a trasladar la teleserie al horario de las 19:30hrs, y posteriormente, a las 1:00a.m.

## Reconocimientos
| Año  | Premiación   | Categoría                                        | Nominado(s)          | Resultado | Ref.   |
| ---- | ------------ | ------------------------------------------------ | -------------------- | --------- | ------ |
| 2023 | Produ Awards | Mejor telenovela corta                           | Dime con quién andas | Nominado  | [ 31 ] |
| 2023 | Produ Awards | Mejor actriz principal - Superserie y telenovela | Mane Swett           | Nominado  | [ 31 ] |
| 2023 | Produ Awards | Mejor guion - Superserie y telenovela            | Josefina Fernández   | Nominado  | [ 31 ] |